# Къщата на плажа
„Къщата на плажа“ (на испански: La casa en la playa) е мексиканска теленовела, създадена от Енрике Гомес Вадийо, режисирана от Енрике Гомес Вадийо и Моника Мигел и продуцирана от Юри Бреня и Пинки Морис за Телевиса през 2000 г.
В главните роли са Синтия Клитбо и Серхио Гойри, а в отрицателните - Бланка Гера и Хосе Карлос Руис. Специално участие вземат Мариана Леви, Себастиан Лигарде, Марио Симаро, Давид Остроски, Ядира Карийо и първите актьори Игнасио Лопес Тарсо и Марга Лопес.

## Сюжет
В завещанието си Анхел Виляреал изразява последната си воля, която може да не се хареса на някои членове на семейството му – четирите му деца трябва да живеят една година в къщата, която имат в Акапулко, за да наследят огромното богатство. Целта на дон Анхел е да постигне това, което не е могъл приживе – да събере семейството си.
Всички са шокирани от решението на Анхел, тъй като живеят и работят отделно. Освен това Анхел Виляреал оставя Паулина, единствената си дъщеря, начело на семейната строителна компания, на която винаги начело е бил най-големият му син Сесар. В допълнение, дон Анхел поставя Хуан Карлос Кабрера, племенника на Серена Ривас, жената, която се е грижела за децата на семейството, на една от най-важните позиции в същата компания.
Хуан Карлос е бил дългогодишен сътрудник на Анхел в строителството, факт, който предизвиква неистова завист в Сесар. Паулина и Хуан Карлос не само ще бъдат обединени от последната воля на баща ѝ, но и от необузданата страст, която се появява между тях.
От своя страна Паулина е живяла години наред в град Мексико заедно със сина си Паоло, бягайки от Акапулко, за да попречи на сина си да узнае ужасна тайна, отнасяща се до Висенте Рохо, бившия съпруг на Паулина, който умира при катастрофа. След инцидента всички обвиняват Паулина. Оттогава я наричат „черна вдовица“.
Обратно в Акапулко, Паулина се събира отново с тримата си братя, които винаги са били непознати за нея. Сасар се е превърнал в марионетка на съпругата си Марина, алчна и завистлива жена; Роберто е безотговорен, чиято единствена цел е да се забавлява. От своя страна Салвадор е алкохолик, който е живял измъчван, защото баща му го е отделил от любовта на живота си Елиса Уайт, млада жена, която се омъжва за дон Ангел малко преди смъртта му, която също се присъединява към тази малка група.
Животът на всички тези герои се преплита всеки ден между стените на къщата на плажа.

## Актьори
Част от актьорския състав:
- Синтия Клитбо – Паулина Виляреал Таламонти вдовица де Рохо
- Серхио Гойри – Хуан Карлос Кабрера / Хуан Карлос Ринкон Ривас
- Марга Лопес – Серена Ривас Молина де Ринкон
- Бланка Гера – Марина Адурис де Виляреал
- Хосе Карлос Руис – Северо Ринкон
- Мариана Леви – Елиса Уайт вдовица де Виляреал
- Давид Остроски – Сесар Виляреал Таламонти
- Марио Симаро – Роберто Виляреал Таламонти
- Ядира Карийо – Хеорхина Салас
- Себастиан Лигарде – Салвадор Виляреал Таламонти
- Игнасио Лопес Тарсо – дон Анхел Виляреал Кето
- Поло Ортин – лейт. Самора
- Лорена Веласкес – Елена вдовица де Уайт
- Естебан Франко – Теофило
- Херардо Албаран – Марко Антонио Виясаня
- Валентино Ланус – Мигел Анхел Виляреал Таламонти
- Паула Санчес – Пия Виляреал Таламонти де Естрада
- Ернесто Ривас – Уго Естрада
- Карлос Спейцер – Паоло Рохо
- Марисол дел Олмо – Мирея Родригес
- Антони Алварес – Демян Гарса
- Кати Барбери – Флоренсия Урибе
- Салвадор Санчес – Николас Рей
- Моника Мигел – Мария Естрада
- Рафаел Амадор – Панчо Рубио
- Маурисио Аспе – Джино Морали
- Мару Дуеняс – Нина Лопес
- Паулина де Лабра – Лус
- Алберто Диас – Рамиро
- Артуро Лорка – Бермудес
- Маргарита Маганя – София Висконти
- Ивон Монтеро – Катя
- Марлене Фавела – Малена Нуниес
- Ракел Панковски – Асистентка на Хеорхина
- Бенхамин Ислас
- Артуро Гарсия Тенорио

## Премиера
Премиерата на Къщата на плажа е на 10 април 2000 г. по Canal de las Estrellas. Последният 65. епизод е излъчен на 7 юли 2000 г.

## Награди и номинации
Награди TVyNovelas (2001)
| Категория                           | Номиниран           | Резултат   |
| ----------------------------------- | ------------------- | ---------- |
| Най-добра първа актриса             | Марга Лопес         | Номинирана |
| Най-добър пръв актьор               | Игнасио Лопес Тарсо | Номиниран  |
| Най-добър актьор в отрицателна роля | Хосе Карлос Руис    | Номиниран  |

## Версии
- През 2004 г. португалският телевизионен канал TVI създава адаптацията Baía das Mulheres, с участието на Ана Брито и Куня и Александе де Соуса.
- В един от епизодите на еквадорската поредицата Ecuador Historias Personales е представена история, много подобна на тази, с изключение на детайлите около къщата на плажа, но със същите персонажи.